# 張孔脩
張孔脩（1531年—？），字允治，號春巖，直隸大名府大名縣人，民籍，明朝政治人物。

## 生平
嘉靖二十八年（1549年）己酉科順天府鄉試第一百二名舉人。嘉靖四十四年（1565年）中式乙丑科會試第二百九十八名，三甲第二百三十八名進士。工部观政，四十五年二月授扶溝知县，十一月调确山縣，隆慶三年（1569年）四月升登州府同知，四年八月调延安府，六年二月升本府知府。万历三年（1575年）三月调繁西安府，五年四月升天津兵备副使，丁忧归。九年（1581年）二月復除陕西，十一年（1583年）四月升甘肃行太仆寺卿兼佥事，十四年十一月升陕西右参政，照舊管卿事，十五年（1587年）十月致仕。

## 家族
曾祖張倫，知府；祖父張珂，檢校；父張希賢，贈同知；母王氏，封太宜人。兄孔惠（寿官）、孔時（知县）、张崇功（同科进士）、崇質（庠生）、孔碩、弟张简（进士）、张崇雅（举人）、孔明。